# 田畑浩良
田畑 浩良（たはた ひろよし 1963年〈昭和38年〉1月5日 - ） は、ロルファーで，Dr.Ida Rolf Instituteの教員。事実婚相手は作家の吉本ばなな。

## 略歴
島根大学農学部農芸化学科卒業、同大学院農学研究科農芸化学専攻・修士課程修了。1987年林原生物化学研究所に入社、研究員として勤務した後、1995年に退社。
1998年米国コロラド州のDr.Ida Rolf Instituteより認定ロルファーとして,1999年にRolf Movement ®プラクティショナーとして，2002年には上級ロルファーとして認定。2009年には、日本人として初めてDr.Ida Rolf Instituteの教員(Rolf Movement部門)となる。教員のCarol Agneessensと共にイールドの技法を開発。さらに、Yielding embodiment® orchestrationとして発展させ、その担い手となるイールダーを養成している。

## 活動
1998年からRolfing，1999年からRolf Movement™の個人セッションを提供。
2001年にDr.Ida Rolf Instituteから講師を招聘し，アジアで初となるロルフィングトレーニング第一段階のクラスを安田登，中村直美と共に開催。
2009年以降，Dr.Ida Rolf Institute認定のRolf Movement®認定プログラムを国内外で提供。
Tahata, H. and Y. Shimotsuura. (2021) What is the significance to enhance adaptability of human structure to gravity through Rolfing process in the diagnosis of Bi-digital O-Ring test? In “Abstracts of the 36th annual international symposium on acupuncture, electrotherapeutics, and latest advancements.” Acupuncture and Electro-Therapeutics Research 46(1):1–97.
2019年、身がまま整体主幹の片山洋次郎と共に、空間身体学を提唱／宣言。